# Kinderwelt (Darmstadt)
Die Kinderwelt ist eine Kindertagesstätte in Darmstadt.

## Architektur und Geschichte
Im Jahr 1951 stellte der Wiener Architekt Franz Schuster – in der Abteilung „Meisterbauten“ der Ausstellung „Mensch und Raum“ – seinen Entwurf für einen Kindergarten mit Hort und Kinderkrippe vor.
In den Jahren 1953 und 1955/56 wurde das Bauwerk in veränderter Form an einem anderen Ort in zwei Bauabschnitten zusammen mit dem Darmstädter Hochbauamt realisiert.
Schusters neuer Entwurf blieb bei der ursprünglichen Dreigliederung des Bauwerks.
Auch die zeittypischen Elemente wie vorkragende Flachdächer, filigrane Stützen und große, unterteilte Fenster wurden beibehalten.
Das eingeschossige Bauwerk besteht aus Mauerwerk mit Flachdach und einer verputzten Fassade.

## Denkmalschutz
Aus architektonischen und ortsgeschichtlichen Gründen ist das Bauwerk, das zu den „Darmstädter Meisterbauten“ gezählt wird, ein Kulturdenkmal.